# Чикола
Чикола (ос. Цикола) — село, адміністративний центр Ірафського району Північній Осетії.

## Історія
XIX століття
Царська адміністрація намагалася проводити політику роздільного розселення осетин-мусульман і осетин-християн. Так, в 1852 роцы комісія на чолі з князем М. С. Воронцовим насильно виселила осетин-мусульман з аулів Стур-Дігора, Ахсана, Махческ, Галіат , Фаснал і Дур-Дур, переселивши їх в менш зручне місце, де вони в тому ж році заснували с. Вільно-Магометановське (нині Чикола).
Разом з селянами були переселені і феодали (баделята). Все XIX століття було відзначене класовим конфліктом між Тугановими (Вільно-Магометанським баделатами) і селянством. Основу конфлікту становили земельні спори — Туганови привласнювали собі найкращі землі, переносили межові знаки, тощо. В 1852 році в Вільно-Магометановську проживало більше 500 душ, а за переписом 1860 року — вже 817 чоловік, які мали 4633 десятин землі.
1900–1917
Постійною проблемою в Вільно-Магометанського була нестача землі. Ситуацію погіршувала політика Кавказької адміністрації. Найродючіші землі віддавалися козакам і поміщикам. У Вільно-Магометанську на душу населення землі доводилося в 5-6 разів менше, ніж в сусідніх козацьких станицях, і в 10-12 разів менше, ніж у поміщиків. Ще більше погіршувала ситуацію переселенчеська політика держави. Терська область стала об'єктом російської та української колонізації. Поруч з Вільно-Магометанським утворилося 12 переселенських хуторів. В умовах жорсткого земельного голоду хтось повинен був поступитися. І після революції 1905 року поселенці стали їхати, продаючи свої господарства Вільно-Магометанським кулакам.
Під час революції 1905 року в Вільно-Магометанську відбулося повстання. Магометанці за тиждень вирубали й вивезли 200 гектарів Тугановського лісу, після чого 150 осіб вчинили погром у сільському правлінні, вилучивши постанови про штрафи за порубки казенного лісу (присвоєного Тугановими). Повстання було придушене каральним загоном полковника Ляхова. В результаті обстрілу Магометанського було вбито і поранено близько 40 жителів.
Більше 100 магометанцев були учасниками Першої світової війни.
1917–1941
До моменту Жовтневої революції баделіатам в Дігорії належало 227 тис. десятин землі, а селяни були змушені платити високу орендну плату, яка досягала 40 руб. за одну десятину.

## Населення
Населення — 6821 осіб.
Національний склад
За даними  Всеросійського перепису населення 2010 року:
- Осетини — 6692 чол. (95,4%)
- Росіяни — 86 чол. (1,2%)
- Інші — 239 чол. (3,4%)

## Економіка
В даний час в Чиколі діють підприємства харчової і легкої промисловості, найбільшим з яких є Ірафська швейна фабрика. Підприємства харчової промисловості — переважно невеликі приватні фірми, які спеціалізуються на виробництві зерна та картоплі; з них найзначніше ВАТ «Чико», що випускає мінеральну воду, слабоалкогольні напої, плодоовочеві консерви.
Сільськогосподарські підприємства представлені колгоспом імені Леніна, а також «ТОВ Ірафагро і К».
У селі діє муніципальна друкарня.

## Релігія
- Мечеть. Відновлена в 1990-і роки.

## Пам'ятки
- Пам'ятник Володимиру Леніну
- Обеліск братам Гасановим, с. Чикола. Побудований на кошти учнів і вчителів 8-річної Чиколінської школи
- Пам'ятник Й. Сталіну

## Відомі уродженці
Село відомо своїми борцями:
- Фадзаєв Арсен Сулейманович — радянський, потім узбецький борець вільного стилю. Дворазовий чемпіон Олімпійських ігор.
- Гацалов Хаджимурат Солтанович — російський борець вільного стилю. Чемпіон Олімпійських ігор.
- Карданов Аміран Авданович — російський, потім грецький борець вільного стилю. Бронзовий призер Олімпійських ігор.
- Кертанті Родіон В'ячеславович — словацький борець вільного стилю. Срібний призер Чемпіонату Європи, учасник двох Олімпійських ігор, головний тренер збірної Словаччини з вільної боротьби.
- Макоєв Борис Ахсарбекович — російський та словацький борець вільного стилю, срібний та бронзовий призер чемпіонатів світу, бронзовий призер чемпіонату Європи, учасник Олімпійських ігор.